# MZK Przemyśl

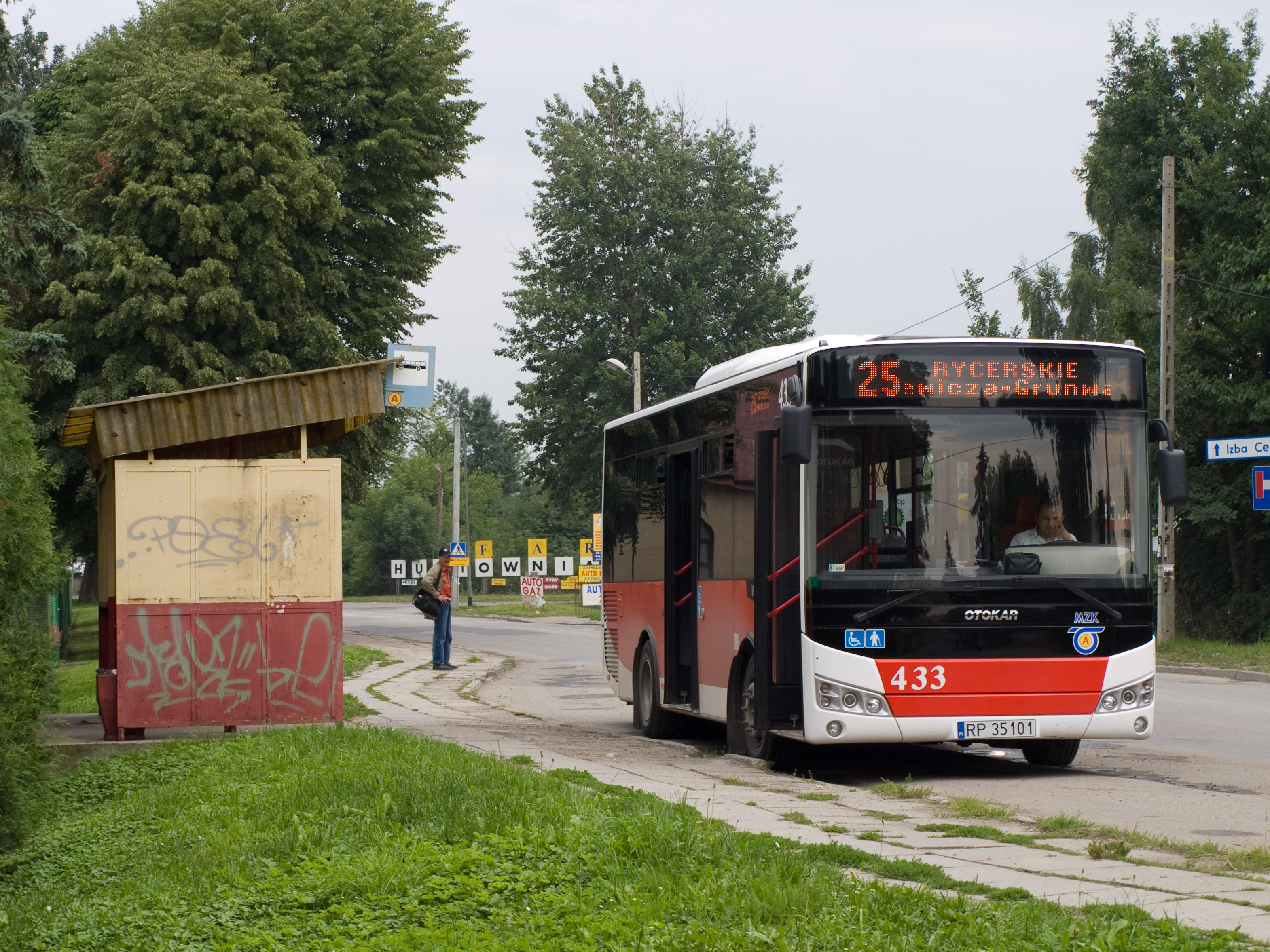
Otokar Vectio 250LE obsługujący linię 25

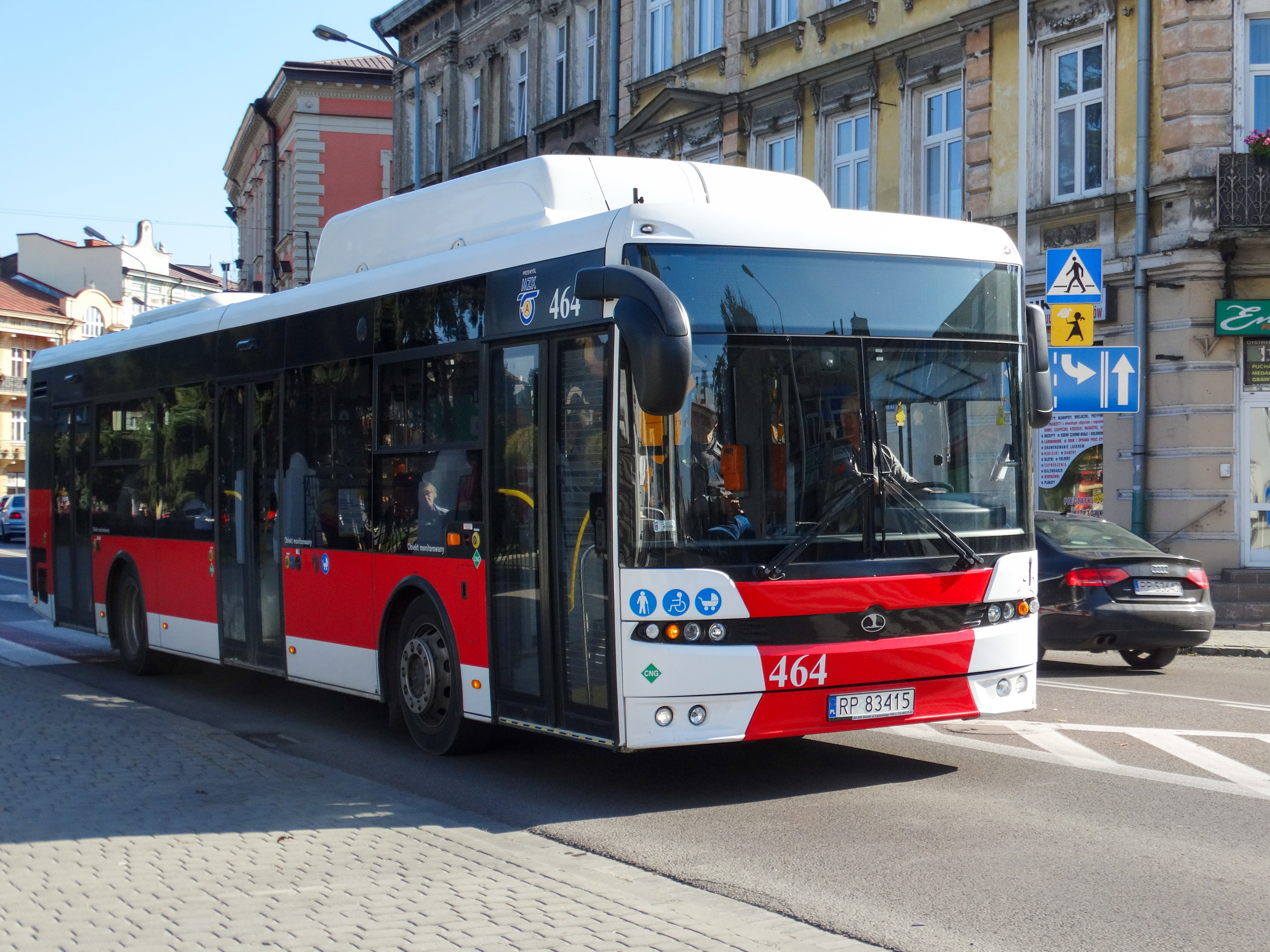
Autosan Sancity M12LF CNG #464

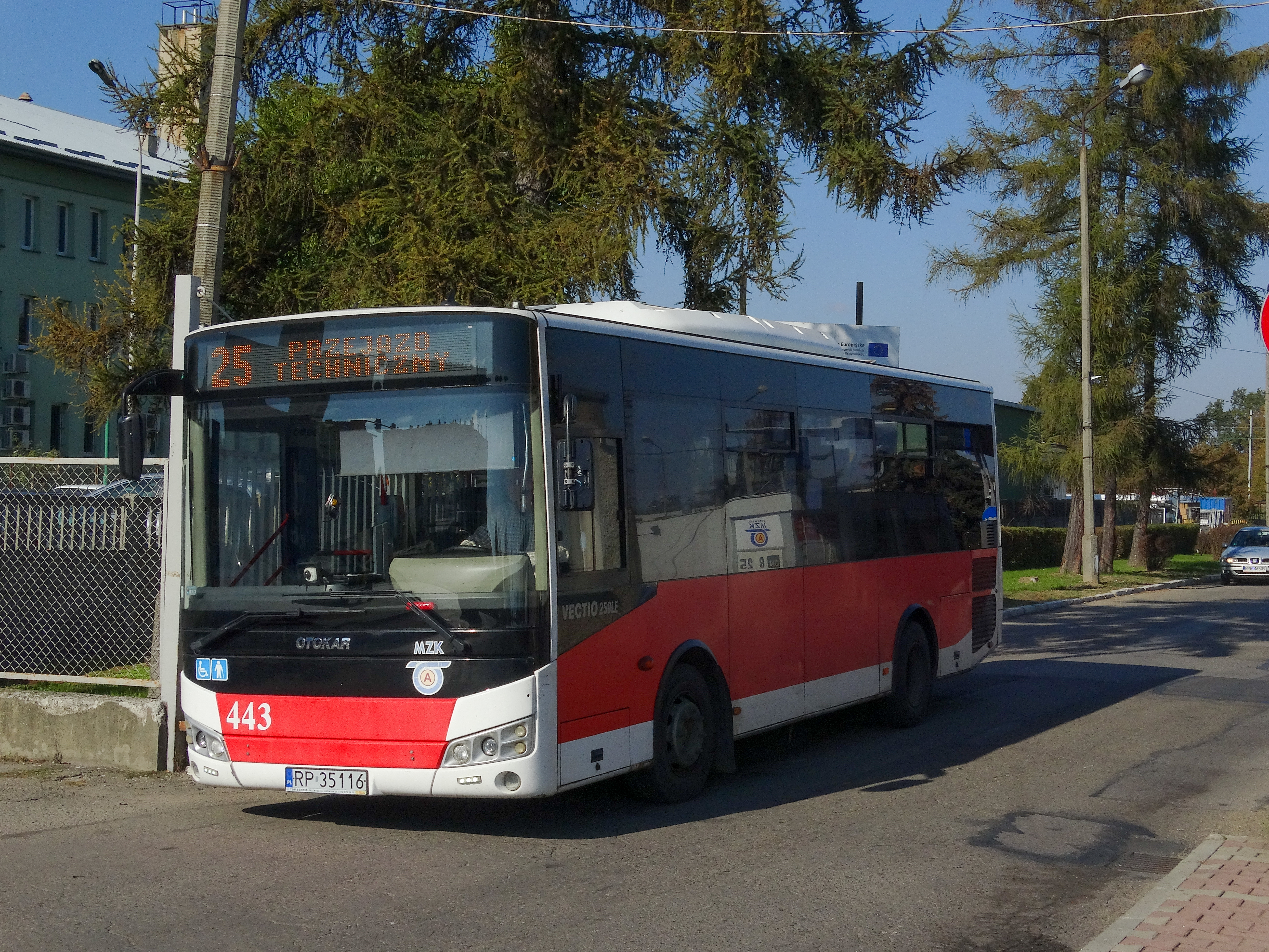
Otokar Vectio 250LE #443 w bramie zajezdni

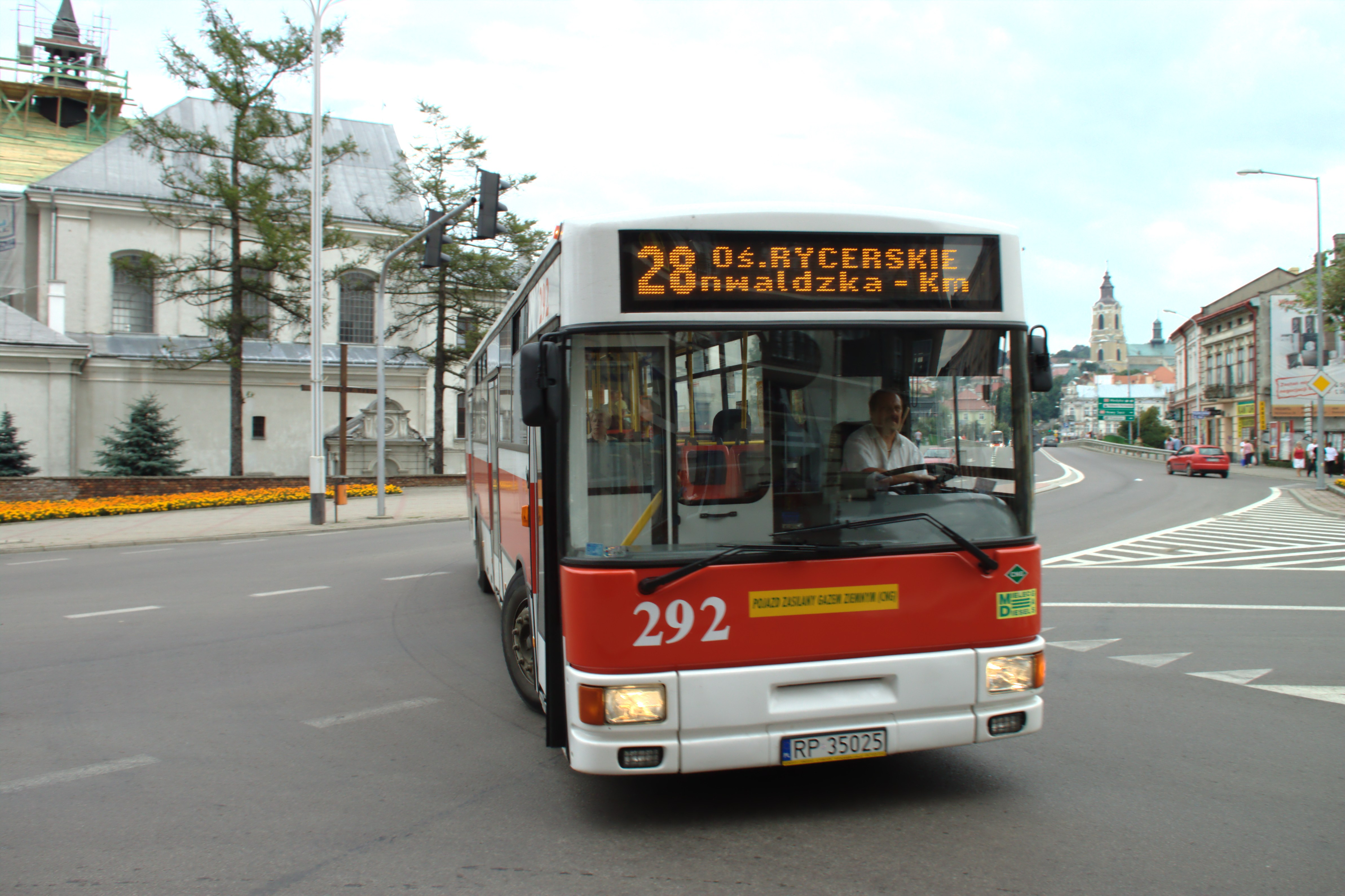
Wycofany autobus Jelcz 120M CNG

Miejski Zakład Komunikacji Sp. z o. o. w Przemyślu – spółka należąca do gminy Przemyśl zajmująca się głównie transportem zbiorowym na terenie Przemyśla oraz okolicznych gmin. Firma obsługuje 10 linii miejskich oraz 5 podmiejskich przy pomocy 37 autobusów.Posiada również ogólnodostępną stację paliw na terenie zajezdni.

## Linie
| Linia             | Trasa                                                      | Dni kursowania                | Uwagi                             |
| ----------------- | ---------------------------------------------------------- | ----------------------------- | --------------------------------- |
| 1                 | Lwowska MZK – Bełwin – Wapowce                             | Codziennie                    |                                   |
| 2                 | Lwowska MZK – Monte Cassino Szpital Wojewódzki             | Dni robocze oraz soboty       |                                   |
| 3                 | Obozowa Polna SA – Os. Rycerskie                           | Codziennie                    |                                   |
| 5                 | Lwowska MZK – Ujkowice                                     | Dni robocze oraz soboty       |                                   |
| 8                 | Sobótki – Wilczańska – Lwowska MZK                         | Dni robocze oraz soboty       |                                   |
| 10                | Lwowska MZK – Monte Cassino Szpital Wojewódzki             | Codziennie                    |                                   |
| 12                | Lwowska Hureczko – Ostrów                                  | Codziennie                    |                                   |
| 16                | Obozowa Polna SA – Monte Cassino Szpital Wojewódzki        | Codziennie                    |                                   |
| 18                | Monte Cassino Szpital Wojewódzki – Prałkowce               | Codziennie                    |                                   |
| 20                | Ujkowice – Jagiellońska – Krówniki                         | Codziennie                    |                                   |
| 24                | Obozowa Polna SA – Os. Rycerskie – Lwowska MZK             | Dni robocze                   |                                   |
| 25                | Młynarska – Os. Rycerskie – Młynarska                      | Codziennie                    |                                   |
| 27                | Młynarska – Os. Kazanów – Młynarska                        | Codziennie                    |                                   |
| 28                | Pasteura Zielonka – Bielskiego Kościół                     | Codziennie                    |                                   |
| 38                | Ofiar Katynia Fibris – Os. Rycerskie – Ofiar Katynia Pętla | Dni robocze                   |                                   |
| A                 | Słowackiego PGK – Bielskiego – Słowackiego PGK             | 30 października - 1 listopada | Linie okrężne. Przejazd bezpłatny |
| B                 | Słowackiego PGK – Bielskiego – Słowackiego PGK             | 30 października - 1 listopada | Linie okrężne. Przejazd bezpłatny |
| [ 2 ] [ 5 ] [ 6 ] |                                                            |                               |                                   |

Ponadto większość linii posiada kursy wariantowe.

## Tabor
Wszystkie autobusy oprócz pojazdu 471 pomalowane są w biało-czerwone barwy przewoźnika, a 97% aktualnie eksploatowanych jest niskopodłogowych lub niskowejściowych.
| Model autobusu                    | Rok produkcji | Początek eksploatacji | Numery taborowe | Poprzedni właściciel        | Liczba egzemplarzy |
| --------------------------------- | ------------- | --------------------- | --------------- | --------------------------- | ------------------ |
| Jelcz 120M CNG                    | 1990          | 1990                  | 369             | -                           | 1                  |
| Otokar Vectio 250LE               | 2010          | 2010                  | 433 – 444       | -                           | 12                 |
| Solaris Urbino 12 CNG             | 2012          | 2013                  | 447             | -                           | 1                  |
| Solaris Urbino 10                 | 2013          | 2014                  | 448, 449        | -                           | 2                  |
| Autosan Sancity 12LF              | 2018          | 2018                  | 450 – 462       | -                           | 13                 |
| Autosan Sancity 12LF CNG          | 2018          | 2018                  | 463, 464        | -                           | 2                  |
| Solaris Urbino 12                 | 2008          | 2022                  | 468             | MPK Kielce                  | 1                  |
| MAN Lion’s City G NG363           | 2009, 2010    | 2023                  | 469, 470        | PaderSprinter Paderborn     | 2                  |
| Solaris Urbino 12 CNG Mild hybrid | 2019          | 2024                  | 471             | -                           | 1                  |
| Solaris Urbino 12                 | 2014          | 2024                  | 472, 473        | Busbetrieb Josef Ettenhuber | 2                  |
| [ 3 ]                             |               |                       |                 |                             |                    |